# Skoki narciarskie na Mistrzostwach Świata Juniorów w Narciarstwie Klasycznym 1979
Skoki narciarskie na Mistrzostwach Świata Juniorów w Narciarstwie Klasycznym 1979 – zawody w skokach narciarskich, które przeprowadzane były 18 lutego 1979 w ośrodku narciarskim Mont-Sainte-Anne, w ramach Mistrzostw Świata Juniorów w Narciarstwie Klasycznym 1979.
Rywalizacja odbyła się na obiekcie normalnym o punkcie konstrukcyjnym umieszczonym na 89. metrze. Obiekt położony był w ośrodku narciarskim Mont-Sainte-Anne w miejscowości Sainte-Anne-de-Beaupré w kanadyjskiej prowincji Quebec. Powstał na potrzeby organizacji mistrzostw, zastępując wcześniejszą, mniejszą (K55) konstrukcję funkcjonującą w tym samym miejscu w latach 1941–1974.
Były to drugie mistrzostwa świata juniorów w narciarstwie klasycznym w historii (pierwsza edycja odbyła się dwa lata wcześniej, także w Kanadzie), powracając po roku przerwy (w 1978 odbyły się jeszcze, po raz ostatni, mistrzostwa Europy juniorów, a od edycji z 1979 organizowane są corocznie mistrzostwa świata juniorów).
W programie, podobnie jak we wszystkich imprezach tej rangi odbywających się w latach 1977–1985, znalazł się tylko jeden konkurs – konkurs indywidualny mężczyzn na skoczni normalnej. Złoty medal zdobył reprezentant gospodarzy, Horst Bulau, srebro skaczący w barwach NRD Ulrich Pscherra, a brąz Japończyk Hiroyasu Aizawa.

## Wyniki

### Konkurs indywidualny (18.02.1979)
| 1.  | Horst Bulau          | Kanada            | 87,5 m | 83,0 m | 240,4 |
| 2.  | Ulrich Pscherra      | NRD               | 88,5 m | 81,5 m | 240,1 |
| 3.  | Hiroyasu Aizawa      | Japonia           | 82,0 m | 86,0 m | 238,4 |
| 4.  | Mika Kojonkoski      | Finlandia         | 76,5 m | 88,5 m | 228,6 |
| 5.  | Ari Oulasvuori       | Finlandia         | 84,5 m | 81,0 m | 227,9 |
| 6.  | Manfred Deckert      | NRD               | 79,0 m | 82,0 m | 221,2 |
| 7.  | Alfred Lengauer      | Austria           | 82,0 m | 80,0 m | 220,3 |
| 8.  | Halvor Asphol        | Norwegia          | 80,5 m | 83,0 m | 219,2 |
| 8.  | Frank Sternkopf      | Niemcy            | 83,0 m | 78,0 m | 219,2 |
| 10. | Andreas Felder       | Austria           | 84,0 m | 75,0 m | 215,5 |
| 11. | Ole Bremseth         | Norwegia          | 79,0 m | 77,5 m | 202,0 |
| 12. | Syogo Hashimoto      | Japonia           | 78,5 m | 73,0 m | 201,0 |
| 13. | Aleksiej Arszin      | ZSRR              | 74,0 m | 79,0 m | 199,7 |
| 14. | Tage Ryn             | Norwegia          | 80,0 m | 73,0 m | 199,4 |
| 15. | Jewgienij Uszakow    | ZSRR              | 76,0 m | 74,0 m | 196,6 |
| 16. | Thomas Lauser        | RFN               | 68,0 m | 83,5 m | 196,0 |
| 17. | Primož Ulaga         | Jugosławia        | 70,5 m | 78,0 m | 194,7 |
| 18. | Tapio Mikkonen       | Finlandia         | 79,5 m | 71,0 m | 194,4 |
| 19. | Toshihiro Hanada     | Japonia           | 73,5 m | 77,0 m | 193,4 |
| 20. | Miran Tepeš          | Jugosławia        | 74,0 m | 75,0 m | 190,0 |
| 20. | Heinz Koch           | Austria           | 71,0 m | 80,5 m | 190,0 |
| 22. | Kari Pätäri          | Finlandia         | 75,0 m | 74,0 m | 189,0 |
| 23. | Jewgienij Gurtowoi   | ZSRR              | 74,0 m | 73,0 m | 188,1 |
| 24. | Bojan Globočnik      | Jugosławia        | 73,0 m | 73,5 m | 188,0 |
| 25. | Manfred Steiner      | Austria           | 68,0 m | 75,0 m | 184,9 |
| 26. | Benito Bonetti       | Szwajcaria        | 73,0 m | 71,0 m | 177,0 |
| 27. | Masaru Nagaoka       | Japonia           | 67,0 m | 74,0 m | 175,7 |
| 28. | Svein Busk           | Norwegia          | 65,0 m | 73,0 m | 170,9 |
| 29. | Glenn Joyce          | Stany Zjednoczone | 73,5 m | 67,0 m | 167,4 |
| 30. | Ron Richards         | Kanada            | 71,0 m | 64,0 m | 164,1 |
| 31. | Michaił Tielitsin    | ZSRR              | 67,0 m | 68,0 m | 163,6 |
| 32. | Gianbattista Carli   | Włochy            | 66,0 m | 71,0 m | 163,3 |
| 33. | Peter Rohwein        | RFN               | 67,0 m | 69,0 m | 160,2 |
| 34. | Jean-Daniel Vandelle | Francja           | 66,0 m | 69,0 m | 160,1 |
| 35. | Ove Johansson        | Szwecja           | 65,0 m | 70,0 m | 158,6 |
| 36. | Peter Gierse         | RFN               | 67,0 m | 68,0 m | 155,1 |
| 37. | Placide Schmidinger  | Szwajcaria        | 64,0 m | 69,0 m | 153,9 |
| 38. | Steve Collins        | Kanada            | 60,0 m | 68,0 m | 152,4 |
| 39. | Roberto Less         | Włochy            | 61,0 m | 68,0 m | 150,5 |
| 40. | Tim Williams         | Stany Zjednoczone | 60,0 m | 71,0 m | 148,7 |
| 41. | Bernard Guillaume    | Francja           | 62,0 m | 64,0 m | 141,7 |
| 42. | Dennis McGrane       | Stany Zjednoczone | 60,0 m | 64,0 m | 141,5 |
| 43. | Andrej Komel         | Jugosławia        | 64,0 m | 73,5 m | 134,6 |
| 44. | Tomás Cano           | Hiszpania         | 57,0 m | 67,0 m | 129,0 |
| 45. | Thierry Sauvanet     | Francja           | 61,0 m | 58,0 m | 123,5 |
| 46. | Tim Foster           | Kanada            | 56,5 m | 60,0 m | 90,5  |
| 47. | Ángel Janiquet       | Hiszpania         | 44,0 m | 49,0 m | 63,4  |
| –   | Jean-Pierre Arnaud   | Francja           | DSQ    | DSQ    | DSQ   |
| –   | Massimo Rigoni       | Włochy            | DSQ    | DSQ    | DSQ   |